# アレッシオ・サカラ
アレッシオ・サカラ（Alessio Sakara、1981年9月2日 - ）は、イタリアの男子総合格闘家。ラツィオ州ローマ出身。アメリカン・トップチーム所属。
イタリア人として初めてUFCに参戦した選手である。全身を覆うタトゥーが特徴的な選手である。

## 来歴
11歳でボクシングを始め、アマチュアボクシングではイタリアのジュニア王者・アマチュア王者となった。その後、ブラジリアン柔術を学ぶためにブラジルへ移住した。
2002年11月15日、M-1 MFCでローマン・ゼンツォフと対戦し、判定負け。
2004年10月23日、ジャングル・ファイトでアスエリオ・シウバと対戦し、判定負け。

### UFC
2005年10月7日のUFC 55からUFCに参戦。ロン・フェアクロスと対戦するが、ローブローを受け続行不可能となり、無効試合となった。続くUFC 57ではエルヴィス・シノシックに判定勝ち。
2007年4月21日、UFC 70でビクター・ヴァリマキにTKO勝ち。8月25日、UFC 75でヒューストン・アレクサンダーと対戦し、TKO負け。
2008年3月1日、UFC 82ではミドル級に落としてクリス・リーベンと対戦するもTKO負けを喫した。9月17日、UFC Fight Night: Diaz vs. Neerにてジョー・ヴェデポにTKO勝ちを収め、ノックアウト・オブ・ザ・ナイトを受賞した。
2009年8月8日、UFC 101でターレス・レイチと対戦し、2-1の判定勝ちを収めた。
2010年3月21日のUFC on Versus: Vera vs. Jonesでジェームス・アーヴィンと対戦。サカラが放った左フックがアーヴィンの右目に当たったため試合が中断したが、審議の結果拳による攻撃と判定され、レフェリーストップによるTKO勝ちを収めた。
2013年10月26日、UFC Fight Night: Machida vs. Munozでニコラス・ムサケと対戦し、腕ひしぎ十字固めで一本負け。4連敗となりUFCからリリースされた。

### Bellator
2016年4月16日、Bellator初参戦となったBellator 152でブライアン・ロジャースと対戦し、パンチラッシュでKO勝ち。
2017年12月9日、Bellator 190の世界ミドル級タイトルマッチでハファエル・カルバーリョと対戦し、右肘打ちでKO負けを喫し王座獲得に失敗した。

## 戦績

### 総合格闘技
| 総合格闘技 戦績 | 総合格闘技 戦績 | 総合格闘技 戦績 | 総合格闘技 戦績 | 総合格闘技 戦績 | 総合格闘技 戦績 | 総合格闘技 戦績 |
| --------------- | --------------- | --------------- | --------------- | --------------- | --------------- | --------------- |
| 36 試合         | (T)KO           | 一本            | 判定            | その他          | 引き分け        | 無効試合        |
| 21 勝           | 15              | 2               | 4               | 0               | 0               | 2               |
| 13 敗           | 6               | 3               | 3               | 1               | 0               | 2               |

| 勝敗 | 対戦相手                     | 試合結果                           | 大会名                                                                   | 開催年月日     |
| ○    | カナン・グリグスビー         | 1R 0:23 TKO（パンチ連打）          | Bellator Milan/Bellator 230                                              | 2019年10月12日 |
| ×    | ケント・カウピネン           | 1R 1:10 KO（パンチ）               | Bellator 211: Sakara vs. Kauppinen                                       | 2018年12月1日  |
| ○    | ジェイミー・スローン         | 1R 1:19 TKO（パンチ連打）          | Bellator 203: Pitbull vs. Weichel 2                                      | 2018年7月14日  |
| ×    | ハファエル・カルバーリョ     | 1R 0:44 KO（右肘打ち）             | Bellator 190: Carvalho vs. Sakara 【Bellator世界ミドル級タイトルマッチ】 | 2017年12月9日  |
| ○    | ジョーイ・ベルトラン         | 1R 1:20 TKO（スタンドパンチ連打）  | Bellator 168: Sakara vs. Beltran                                         | 2016年12月10日 |
| ○    | ブライアン・ロジャース       | 2R 2:29 KO（スタンドパンチ連打）   | Bellator 152: Italy                                                      | 2016年4月16日  |
| ○    | ディブ・アキール             | 1R 1:32 TKO（パンチ連打）          | Final Fight Championship 19                                              | 2015年9月18日  |
| －   | マチェイ・ブロヴァルスキ     | 1R 3:20 ノーコンテスト             | Final Fight Championship 16                                              | 2014年12月6日  |
| ×    | ニコラス・ムサケ             | 1R 3:07 腕ひしぎ十字固め           | UFC Fight Night: Machida vs. Munoz                                       | 2013年10月26日 |
| ×    | パトリック・コーテ           | 1R 0:29 失格（後頭部へのパンチ）   | UFC 154: St-Pierre vs. Condit                                            | 2012年11月17日 |
| ×    | ブライアン・スタン           | 1R 2:26 KO（パウンド）             | UFC on Fuel TV 2: Gustafsson vs. Silva                                   | 2012年4月14日  |
| ×    | クリス・ワイドマン           | 5分3R終了 判定0-3                  | UFC Live: Sanchez vs. Kampmann                                           | 2011年3月3日   |
| ○    | ジェームス・アーヴィン       | 1R 3:01 TKO（左フック）            | UFC on Versus: Vera vs. Jones                                            | 2010年3月21日  |
| ○    | ターレス・レイチ             | 5分3R終了 判定2-1                  | UFC 101: Declaration                                                     | 2009年8月8日   |
| ○    | ジョー・ヴェデポ             | 1R 1:27 KO（左ハイキック）         | UFC Fight Night: Diaz vs. Neer                                           | 2008年9月17日  |
| ×    | クリス・リーベン             | 1R 3:16 TKO（左フック→パウンド）   | UFC 82: Pride of a Champion                                              | 2008年3月1日   |
| ○    | ジェームス・リー             | 1R 1:30 TKO（パウンド）            | UFC 80: Rapid Fire                                                       | 2008年1月19日  |
| ×    | ヒューストン・アレクサンダー | 1R 1:01 TKO（パウンド）            | UFC 75: Champion vs. Champion                                            | 2007年9月8日   |
| ○    | ビクター・ヴァリマキ         | 1R 1:44 TKO（パウンド）            | UFC 70: Nations Collide                                                  | 2007年4月21日  |
| ×    | ドリュー・マクフェドリーズ   | 1R 4:07 TKO（パウンド）            | UFC 65: Bad Intentions                                                   | 2006年11月18日 |
| ×    | ディーン・リスター           | 1R 1:20 三角絞め                   | UFC 60: Hughes vs. Gracie                                                | 2006年5月27日  |
| ○    | エルヴィス・シノシック       | 5分3R終了 判定3-0                  | UFC 57: Liddell vs. Couture 3                                            | 2006年2月4日   |
| －   | ロン・フェアクロス           | 2R 0:24 無効試合（ローブロー）     | UFC 55: Fury                                                             | 2005年10月7日  |
| ○    | フランク・アモーグ           | 判定3-0                            | King of the Ring                                                         | 2005年2月19日  |
| ○    | ティアマー・ブルナー         | TKO                                | Ring Fight                                                               | 2004年11月20日 |
| ×    | アスエリオ・シウバ           | 5分3R終了 判定0-3                  | Jungle Fight 3                                                           | 2004年10月23日 |
| ○    | エドゥアルド・マイオリーノ   | 1R 0:30 KO                         | Real Fight 1                                                             | 2004年7月30日  |
| ○    | ハファエル・タトゥ           | 2R 4:18 TKO（ドクターストップ）    | Meca World Vale Tudo 9                                                   | 2003年8月1日   |
| ○    | ダミアン・リシオ             | 6分2R終了 判定                     | Martial Arts Day                                                         | 2003年5月11日  |
| ○    | ダヴィド・モルテレッテ       | 1R 1:12 TKO（パンチ連打）          | La Resa Dei Conti 6                                                      | 2002年12月20日 |
| ×    | ローマン・ゼンツォフ         | 5分2R終了 判定0-3                  | M-1 MFC: Russia vs. The World 4                                          | 2002年11月15日 |
| ×    | サイモン・ホームズ           | 1R 4:50 チョークスリーパー         | Cage Warriors 1: Armaggeddon                                             | 2002年7月27日  |
| ○    | アダム・ウールマー           | 1R 1:27 チキンウィングアームロック | Cage Warriors 1: Armaggeddon                                             | 2002年7月27日  |
| ○    | マスティオリ                 | 1R 0:20 腕ひしぎ十字固め           | Fight Night                                                              | 2002年6月21日  |
| ○    | ディ・クレメンティ           | 1R 0:13 KO                         | Fight Night                                                              | 2002年6月21日  |

### プロボクシング
| プロボクシング 戦績 | プロボクシング 戦績 | プロボクシング 戦績 | プロボクシング 戦績 | プロボクシング 戦績 | プロボクシング 戦績 | プロボクシング 戦績 |
| ------------------- | ------------------- | ------------------- | ------------------- | ------------------- | ------------------- | ------------------- |
| 9 試合              | (T)KO               | 判定                | その他              | 引き分け            | 無効試合            |                     |
| 8 勝                | 6                   | 2                   | 0                   | 0                   | 0                   |                     |
| 1 敗                | 1                   | 0                   | 0                   | 0                   | 0                   |                     |

## 表彰
- ブラジリアン柔術 黒帯
- UFC ノックアウト・オブ・ザ・ナイト（1回）